# روبين أغيلار خيمينيز
روبين أغيلار خيمينيز (بالإسبانية: Rubén Aguilar Jiménez)‏ هو محامي وسياسي مكسيكي، ولد في 10 مارس 1943 في المكسيك. حزبياً، نشط في Labor Party (Mexico) ‏. وقد انتخب عضو مجلس النواب المكسيك.